# Jurassic 5
I Jurassic 5 sono un gruppo statunitense alternative hip hop, provenienti da Los Angeles, California e sono stati di notevole importanza nel genere Alternative hip hop.
Hanno iniziato la loro carriera come sestetto diventando poi successivamente quintetto. I rapper Chali 2na, Akil, Zaakir aka Soup, Mark 7even, e i turntabler DJ Nu-Mark e DJ Cut Chemist provenivano da due diversi gruppi: the Rebels of Rhythm and Unity Committee. Il 21 marzo 2007 Zaakir ha confermato lo scioglimento della band al termine del tour in programma.

## Discografia
Album in studio
- 1997 – Jurassic 5 LP
- 2000 – Quality Control
- 2002 – Power in Numbers
- 2006 – Feedback

EP
- 1997 – Jurassic 5 EP